# Live 1983 - 1989
Albums de Eurythmics
Greatest Hits
(1991) Peace
(1999)
Live 1983 - 1989 est une double compilation best of d'Eurythmics, sorti le 15 novembre 1993.
L'album s'est classé 22e au UK Albums Chart.

## Présentation
L'album propose 22 titres live issus de différents concerts donnés par le duo entre 1983 et 1989.
Les titres sont présentés dans un ordre chronologique. Toutefois le livret comporte des inexactitudes concernant les dates d'enregistrement. Si la plupart sont de simples erreurs d'un mois d'autres sont plus importantes :
- I Love You Like a Ball and Chain : crédité Rome au mois de novembre 1986, alors qu'il n'y a pas eu de concert dans cette ville ce mois-là (mais le 31 octobre 1986), le seul concert italien de novembre étant Milan. De plus, il s'avère que la version effectivement présente sur le CD ne provient pas du Revenge Tour mais de la tournée suivante World Revival Tour, bien enregistré à Rome mais le 27 octobre 1989 et déjà partiellement édité sur le maxi CD single The King and Queen of America. Brand New Day, le documentaire réalisé lors de la tournée au Japon en 1987 contient une version live de I Love You Like a Ball and Chain très différente de celle contenue sur ce CD, notamment par la présence du saxophoniste qui n'est plus présent en 1989.
- Missionary Man : crédité Sydney au mois de novembre 1987 alors que le groupe y a joué en février de la même année et que la tournée avait pris fin en Allemagne au mois de juillet. La date probable est donc février.
- The Miracle of Love : crédité Paris au mois de septembre 1989, le duo n'a joué en France qu'en octobre, à l'exception d'un concert à Juan-les-Pins au mois d'août. Concernant la date réelle de l'enregistrement, la tournée cette fois est le Revenge Tour, et plus précisément le 14 février 1987 à Sydney d'où fut tirée la vidéo Live. Les versions du laserdisc et du CD sont synchrones (à l'exception du CD qui omet les remerciements d'Annie sur l'introduction) ce qui permet de ne laisser aucun doute sur la date.

## Liste des titres
Toutes les chansons sont écrites et composées par Annie Lennox et Dave Stewart, à l'exception de When Tomorrow Comes, coécrite avec Patrick Seymour..
| 1.  | Never Gonna Cry Again            | The Haçienda, Manchester – 3 mars 1983               | 5:15 |
| 2.  | Love Is a Stranger               | Six Flags Magic Mountain, Los Angeles – 20 août 1983 | 4:01 |
| 3.  | Sweet Dreams (Are Made of This)  | Quartier Latin, Berlin – 22 mars 1983                | 3:46 |
| 4.  | This City never sleeps           | Apollo, Manchester – 6 novembre 1983                 | 5:38 |
| 5.  | Somebody told me                 | Buffalo, New York – 1er avril 1984                   | 3:44 |
| 6.  | Who's that Girl?                 | Auditorium, Chicago – 5 avril 1984                   | 4:08 |
| 7.  | Right by Your Side               | Austin – Avril 1984                                  | 4:27 |
| 8.  | Here Comes the Rain Again        | Johanneshovs Isstadion, Stockholm – 3 octobre 1986   | 5:51 |
| 9.  | Sexcrime (Nineteen Eighty-Four)  | Stadthalle, Fürth – 28 octobre 1986                  | 3:47 |
| 10. | I Love You Like a Ball and Chain | Palazzo dello Sport, Rome – 31 octobre 1986          | 5:06 |
| 11. | Would I Lie to You?              | Southern Star Amphitheater, Houston – 16 août 1986   | 3:35 |

| 1.  | There Must Be an Angel (Playing with My Heart) | Wembley Arena, Londres – Décembre 1986         | 6:58 |
| 2.  | Thorn in my Side                               | Brighton Centre, Brighton – 12 décembre 1986   | 4:35 |
| 3.  | Let's Go                                       | Town Hall, Christchurch – 24 janvier 1987      | 4:56 |
| 4.  | Missionary Man                                 | Entertainment Centre, Sydney – 14 février 1987 | 5:04 |
| 5.  | The Last Time                                  | Entertainment Centre, Melbourne – 7 mars 1987  | 3:44 |
| 6.  | The Miracle of Love                            | Entertainment Centre, Sydney – 14 février 1987 | 6:23 |
| 7.  | I Need a Man                                   | Palazzo dello Sport, Rome – 27 octobre 1989    | 4:00 |
| 8.  | We Two Are One                                 | Point Theatre, Dublin – 8 septembre 1989       | 4:20 |
| 9.  | (My My) Baby's Gonna Cry                       | Playhouse, Édimbourg – 11 septembre 1989       | 5:11 |
| 10. | Don't Ask Me Why                               | Palazzo dello Sport, Rome – 27 octobre 1989    | 5:06 |
| 11. | Angel                                          | Wembley Arena, Londres – 23 septembre 1989     | 6:08 |

| 1. | You Have Placed a Chill in my Heart | 3:59 |
| 2. | Here Comes the Rain Again           | 2:46 |
| 3. | Would I Lie to You?                 | 2:05 |
| 4. | It's Alright (Baby's Coming Back)   | 1:30 |
| 5. | Right by Your Sde                   | 1:22 |
| 6. | When Tomorrow Comes                 | 3:21 |

## Personnel
- Annie Lennox
- Dave Stewart

### Musiciens additionnels
Pas d'indication des titres exacts sur lesquels ils apparaissent :
- Clem Burke : batterie
- Dick Cuthell : cuivres
- Martin Dobson : cuivres
- Malcolm Duncan : cuivres
- Sarah Fisher : chœurs
- Mickey Gallager : basse
- Dean Garcia : basse
- Joniece Jamison : chœurs
- Victor Martin : batterie
- Chucho Merchan : basse
- Gill O'Donovan : chœurs
- Suzie O'List : chœurs
- Pete Phipps : batterie
- David Plews : cuivres
- Eddi Reader : chœurs[4]
- Olle Romo : batterie
- Margaret Ryder : chœurs
- Patrick Seymour : claviers
- Jimmy « Z » Zavala : saxophone et harmonica

## Certification
| Pays        | Association | Certification | Ventes   |
| ----------- | ----------- | ------------- | -------- |
| Royaume-Uni | BPI         | Or            | 100 000+ |